# Де Лаурентис, Вероника

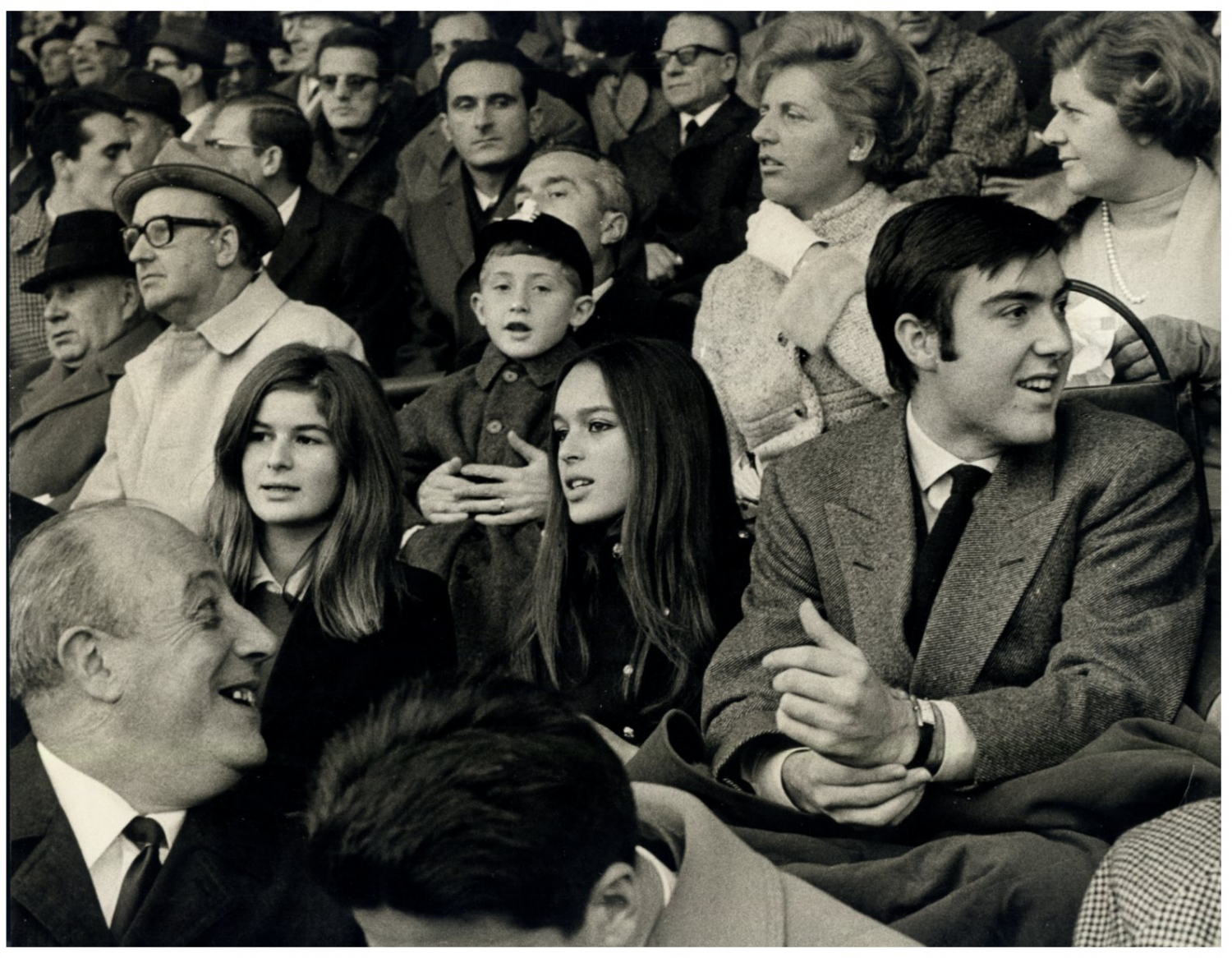
Вероника рядом со своей сестрой Рафаэллой, 1971 год

Вероника де Лаурентис (итал. Veronica de Laurentis; род. 13 января 1950, Рим) — итальянская актриса, активист по борьбе с насилием в семье.

## Биография
Родилась в 1950 году в Риме, дочь кинопродюсера Дино Де Лаурентиса и актрисы Сильваны Мангано.
В восемнадцать лет она снялась в совместном СССР-Италия фильме «Ватерлоо» сыграв Магдален Холл, фильм продюсировался компанией её отца «Dino de Laurentiis Cinematografica», но больше нигде не снялась — её мать была категорически против, чтобы она становилась актрисой.
Вскоре со своим мужем актёром Алексом де Бандетти уехала в США, родила дочь, через четыре года развелась.
В Лос-Анджелесе открыла дизайнерскую студию и в течение двенадцати лет успешно создавала женскую одежду под собственным брендом.
После повторного замужества за продюсером Иваном Ковальским закрыла бизнес, окончила двухгодичные курсы актёрского мастерства.

Когда я решил вернуться к актёрской карьере, мне было 40 лет, и все говорили мне, что я сумасшедшая, включая моего отца.— Вероника де Лаурентис
В 2000-е годы снялась в нескольких фильмах: «Парфюм», «Красный Дракон», «Заткнись и поцелуй меня!», «Пандемия» и другие.
Автор нескольких книг, ставших бестселлерами в Италии, в том числе мемуаров «Rivoglio La Mia Vita» («Забери мою жизнь»).
Занимается общественной и благотворительной деятельностью — сама в восемнадцать лет подвергшаяся изнасилованию, в первом браке страдавшая от «домашнего насилия» — основала фонд помощи женщинам и детям, подвергшимся жестокому обращению, открыла в Италии центры помощи пострадавшим.
Время от времени появлялась в кулинарном телешоу дочери Джады.